# Bergtjärnen (Nysätra socken, Västerbotten)
Bergtjärnen är en sjö i Robertsfors kommun i Västerbotten och ingår i Kålabodaåns huvudavrinningsområde.